# Александар Мисојчић
Александар Мисојчић, познатији као Xander, је српски певач који је постао популаран захваљујући такмичењу Звезде Гранда.

## Биографија
Пореклом је из Шапца. Завршио је Економски факултет, а пре такмичења наступао је са "Мода" бендом с којима је снимио неколико синглова и спотова, у једном споту је сарађивао и са глумцем Драганом Маринковићем Мацом. Такмичио се у четрнаестој сезони Звезди гранда, а ментор му је била Ана Бекута. Одушевио је жири док је певао песму "Откачи" Мире Шкорић и "Секси ритам" од Џеја Рамадановског, а приликом тог наступа на бини му се придружила певачица Јелена Карлеуша. Једини је такмичар из те сезоне чије песме достижу велики број прегледа на платформи Јутјуб.

## Дискографија

### Синглови са "Мода" бендом[4]
- Само за њу (2014)
- Лето без тебе (2014)
- Манијак (2016)
- Богиња (2018)[5]

### Синглови као соло извођач
- Бај бај (2021)[6][7]
- BMW (2022)[8] нова верзија песме певача Игора Поповића
- Лепотица (2022)
- Дивљи цвет (2022)
- Има она све (2023) обрада песме Игора Поповића[9]
- Ра та та (2023)
- Пет минута (2024) са Лејлом Захировић, обрада песме Слађе Делибашић
- Класа (2024)
- Само твој (2025) са М1к1